# 全國領導
全國領導（發音：[ˈʁaɪ̯çsˌlaɪ̯tɐ] ⓘ，意為國家領導人），亦曾譯為帝國領導、全國領袖、全國指導等。在二戰時期有幾種不同的使用場合。
在納粹德國統治時期，第三帝國全國領導是阿道夫·希特勒的正式頭銜。希特勒之後將此頭銜授予後繼者馬丁·鮑曼，允許他代理執行元首的各項政策。
在納粹黨中，全國領導用以指稱黨內高官，尤其特指全國領導部（Reichsleitung）中的主要幹部。
希特勒掌控納粹黨後，為了贏得大選而將勢力擴張到全國，於是設立了總監（Inspekteur）一職。督導又分為地方督導（Landesinspekteur）及全國督導（Reichsinspekteur），全國督導的主管則稱為全國組織領導（Reichsorganisationsleiter），1928-1932年由格雷戈尔·施特拉塞尔擔任。
1933年納粹獲權後，地方督導改為大區長官，全國督導改為全國領導，且均由希特勒欽點，直接向元首負責。同時於慕尼黑的褐宫成立全國領導團，包含了十一個行政部（Hauptamt）與四個辦公室（Amt），構成第三帝國的政治中心。全國領導在黨中地位僅次於元首，部份成員也兼任內閣部會首長。
除此之外，全國領導也是納粹黨所有準軍事組織中最高位軍階的名稱。

## 全國領導團成員

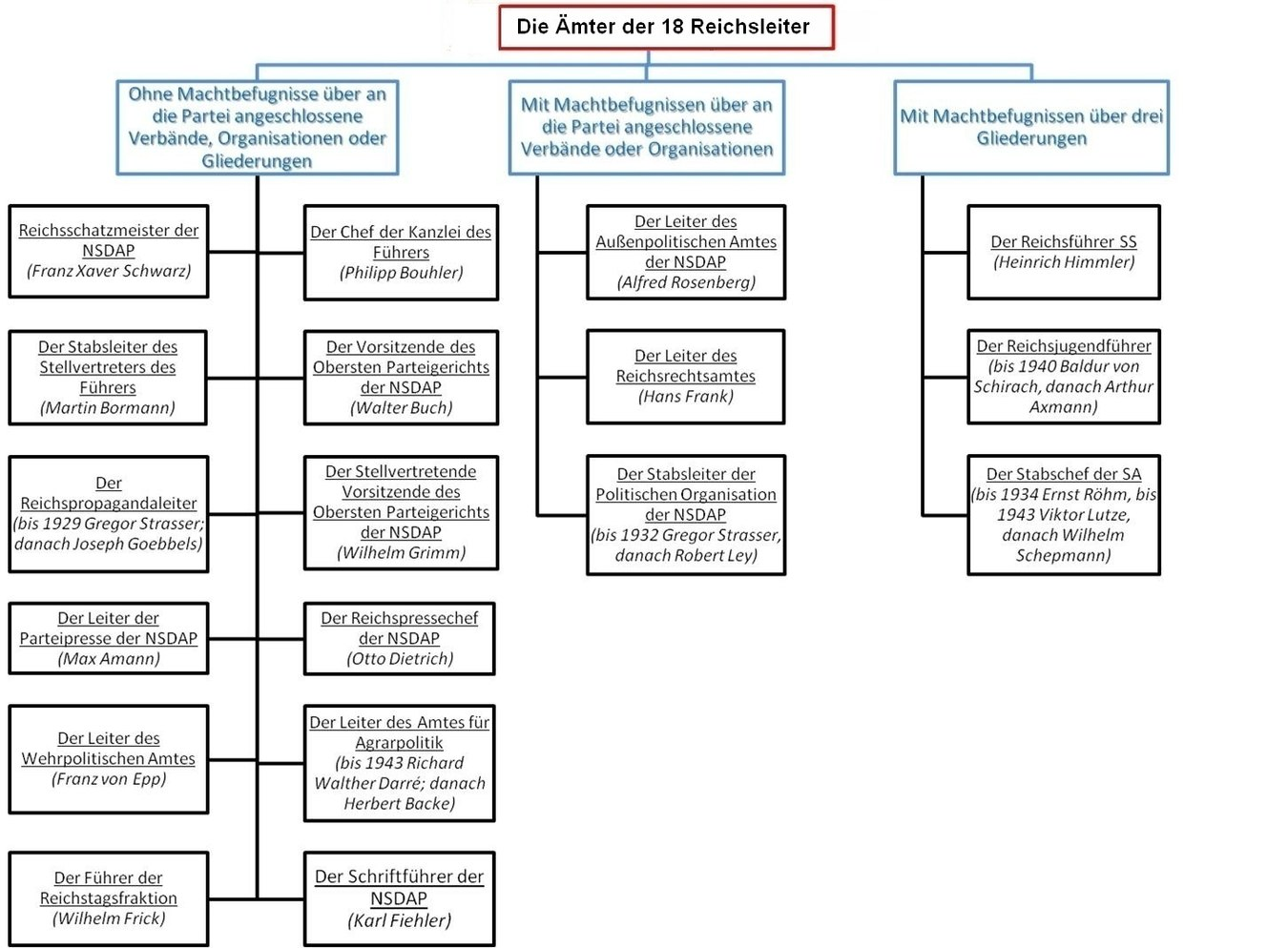
Reichsleiter der NSDAP/Reichsleiter of the NSDAP

全國領導團內的全國領導成員維持十數位，除元首與副元首鲁道夫·赫斯之外常設有18位。但依1943年發行的《國家社會主義年鑑》(NATIONALSOZIALISTISCHES JAHRBUCH)所記載，帝國末期只餘16位。。

### 黨內職務
由十二位全國領導分工處理黨內各領域相關事務。
- 黨首（元首）代理：
  - 副元首鲁道夫·赫斯的辦公室主任馬丁·鮑曼於1933年10月成為全國領導。當赫斯於1941年無故駕機飛往英國被捕後，鮑曼成為黨務部長。

- 黨首（元首）個人事務辦公廳主任：
  - 菲利普·布勒，於1933年6月成為全國領導。

- 國會黨魁：
  - 威廉·弗利克在1924年進入國會，之後成為納粹黨國會黨魁。1933年成為全國領導並出任內政部長。

- 財務長/司庫長（Reichsschatzmeister）：
  - 弗朗茨·克萨韦尔·施瓦茨（德语：Franz Xaver Schwarz (Politiker)）由1925年開始負責管理納粹黨物資，1928年成立國家物資管理局後繼續擔任總監。於1935年晉升為全國領導。

- 宣傳長（Reichspropagandaleiter）：
  - 格雷戈尔·施特拉塞尔於1926-1927年間負責宣傳事務，1928年改任全國組織領導。
  - 1929年由約瑟夫·戈培爾接手，並於1933年3月成為全國領導，主管國民教育與宣傳部（RMVP）。

- 發行長（Reichsleiter für die Presse）：
  - 馬克斯·阿曼於1922年接手納粹官方出版社“Eher Verlag”，出版各類報刊，並兼任人民觀察家報執行編輯，成為黨內（與個人）重要資金來源。[4]。1933年11月成為全國領導，擔任國家社會主義各刊物發行長及帝國媒體辦公室（Reichspressekammer）主任。

- 新聞長（Reichspressechef）： 
  - 奧托·迪特里希：於1934年成為全國領導，出任納粹黨新聞長與帝國媒體辦公室副主任，之後成為納粹德國新聞長。

戈培爾、阿曼、迪特里希三位全國領導的頭銜十分近似且混淆，實際上工作性質也相互重疊。雖然帝國媒體辦公室名義上隸屬於國民教育與宣傳部，但元首給予迪特里希與戈培爾同等權力。在與阿曼合作下，迪特里希與戈培爾在黨務宣傳工作上的競爭十分激烈。
- 國防長：
  - 弗朗茨·馮·埃普（德语：Franz Ritter von Epp）由1926年開始領導納粹黨的防衛政策辦公室（Wehrpolitisches Amt的字面意義，實質則為軍事政策辦公室）。在1933年6月成為全國領導，1936年主持殖民政策辦公室（Kolonialpolitischen Amtes）。

- 最高裁判所（Oberstes Parteigericht）所長：
  - 1927年瓦爾特·布赫（德语：Walter Buch）出任審訊仲裁委員會（Untersuchungs- und Schlichtungs-Ausschuss, USchlA）主席。1933年6月成為全國領導，1934年1月，委員會改名為“最高裁判所”（OPG）。

- 最高裁判所副所長：
  - 1932年開始由威廉·格林（德语：Wilhelm Grimm (Politiker)）擔任。1935年晉升為全國領導。

- 農政長（Reichsbauernführer）：
  - 里夏德·瓦尔特·达雷於1933年4月4日成為全國領導，受希特勒指派納粹黨農業政策局（Parteiamts für Agrarpolitik）局長，暨德國糧食部部長（Reichsernährungsminister）。
  - 1942年，達里因健康不佳遭元首停職，由赫伯特·巴克（德语：Herbert Backe）接管農業政策局。貝克於1944年繼任糧食部部長。

- 秘書長（Schriftführer）：
  - 卡爾·菲勒於1935年成為全國領導，職位是秘書長。之後擔任地方行政總長（Leiter des Hauptamtes für Kommunalpolitik）。

### 黨外職務
三位全國領導負責其他相關組織的業務。
- 全國組織領導（Reichsorganisationsleiter, ROL）
  - 格雷戈尔·施特拉塞尔於1928年擔任全國組織領導，掌管納粹政治組織部（Politischen Organisation der NSDAP）。1932年因與希特勒政爭之故而去職。
  - 羅伯特·萊伊於1932年12月8日接任全國組織領導，1933年4月受命成為德國勞工陣線 (DAF)領導人。

- 法律事務：
  - 漢斯·法郎克常年擔任法律事務所所長（Der Leiter des Reichsrechtsamtes）為黨員辯護。1933年受希特勒指派為巴伐利亞邦司法部與納粹德國司法部長。6月創辦德國法律學院（德语：Akademie für deutsches Recht）後擔任院長，同時是納粹法學學會發起人之一。1934年不管部長之一。

- 外交政策
  - 阿爾弗雷德·羅森堡：人民觀察家報主編，1933年後成立涉外事務辦公室（Außenpolitischen Amtes）負責所有外交政策。

### 軍事指揮官
由三位全國領導統領納粹黨的準軍事部隊，統稱為「Gliederungen」，其中包含親衛隊、納粹衝鋒隊（還有1934年分支獨立而出的國家社會主義汽車軍團），以及一眾青年與教育組織：希特勒青年團、國家社會主義德意志學生聯盟(NSDStB)、國家社會主義德意志大學教師聯盟（NSDDB）與國家社會主義德意志婦女教師聯盟(NSF)。
- 親衛隊（SS）
  - 海因里希·希姆萊：親衛隊全國領袖及德國警察總長。

- 納粹衝鋒隊(SA)指揮官：
  - 恩斯特·羅姆任指揮官。
  - 羅姆於1934年長刀之夜時羅姆遭希特勒整肅，由維克托·盧策繼任。
  - 維克托1943年死於車禍，1944年由威廉·舍普曼繼任。
- 希特勒青年團：
  - 巴爾杜爾·馮·席拉赫任團長。
  - 席拉赫於1940年轉任維也納大區長官後，由阿圖爾·阿克斯曼接手。

### 其他成員
- 康斯坦丁·希爾：1936年國家勞役團（RAD）成立，希爾成為全國領導擔任團長。